# Mparagnang (Cameroun)
Mparagnang est un village situé à l'est du Cameroun dans le département du Haut-Nyong. Il se trouve plus précisément au sein de la commune de Nguelemendouka et du quartier de Omvang-Ngomeya.

## Population
En 2005, le village de Mparagnang comptait 1 017 habitants dont : 478 hommes et 539 femmes.